# Mykola Morosjuk
Mykola Mykolajowytsch Morosjuk (ukrainisch Микола Миколайович Морозюк, * 17. Januar 1988 in Tscherwonohrad) ist ein ukrainischer Fußballspieler.

## Karriere

### Verein
Morosjuk begann seine Karriere bei Dynamo Kiew. Danach wurde er an verschiedene Ligakonkurrenten verliehen. 2010 wechselte er zu Metalurh Donezk. 2015 kehrte er zu Dynamo Kiew zurück.
Für die Rückrunde der Saison 2018/19 wurde er an den türkischen Erstligisten Çaykur Rizespor ausgeliehen.

### Nationalmannschaft
Morosjuk spielte für diverse Jugendnationalteams. 2010 wurde er erstmals für die Herren nominiert. Sein Debüt gab er im November 2010 im Testspiel gegen die Schweiz.

## Erfolge
- Ukrainischer Meister: 2016